# Hydrotaea cilitibia
Hydrotaea cilitibia är en tvåvingeart som beskrevs av Adrian C. Pont och Baldock 2007. Hydrotaea cilitibia ingår i släktet Hydrotaea och familjen husflugor.
Artens utbredningsområde är Kenya. Inga underarter finns listade i Catalogue of Life.